# 歸鴻
歸鴻，字既垣，號于磐，江蘇常熟縣人。清朝官员。

## 生平
康熙四十二年（1787年）中式癸未科二甲進士，仕至河南西華縣知縣。未及升遷而歸里。工詩文書法。

## 家族
从父歸允肅。